# 뉴욕 래디컬 페미니스츠
뉴욕 래디컬 페미니스츠(New York Radical Feminists, NYRF)는 1969년 레드스타킹스와 더 페미니스츠를 떠난 슐라미스 파이어스톤과 앤코엣에 의해 세워진 급진적인 여성 단체이다.